# Uzawa-Lucas-Modell
Das Uzawa-Lucas-Modell ist ein Modell der endogenen Wachstumstheorie. Es ist ein Zwei-Sektoren-Modell. Der erste Sektor betrachtet das Sachkapital und der zweite das Humankapital. Vorgestellt wurde es erstmals 1988 von Robert E. Lucas. Hervorgegangen war es aus der Kritik z. B. des AK-Modells, in welchem Kapital unabhängig von seiner Ausprägung betrachtet wurde. Lucas lehnt sich dabei stark an ein Modell von Hirofumi Uzawa (1965) an.

## Sektorenbetrachtung

Schema des Lucas-Modells

Das Modell basiert auf einer neoklassische Produktionsfunktion, in der die ungelernte Arbeit durch Humankapital (H) ersetzt wurde:
{\displaystyle Y=F(K,H)}
mit {\displaystyle K} = Sachkapital und {\displaystyle H} = Humankapital.

### Sachkapitalsektor
Für eine Cobb-Douglas-Produktionsfunktion unter der Annahme, dass nur ein Teil des Humankapitals (u) in die Produktion von Sachkapital einfließt, ergibt sich dann
{\displaystyle Y=AK^{\alpha }(uH)^{1-\alpha }}
wobei A den konstanten Technologieparameter repräsentiert.

### Humankapitalsektor
{\displaystyle {\dot {H}}=B(1-u)H-\delta H}
wobei {\displaystyle (1-u)} dem Teil der Arbeitszeit entspricht, der für den Einsatz im Bildungssektor verbleibt; {\displaystyle \delta \cdot H} ist die Abschreibung auf Humankapital pro Periode und B der „Technologieparameter“ des Bildungssektors. Solange jetzt {\displaystyle B\cdot (1-u)} größer als δ ist, ist der Zuwachs an Humankapital für die Volkswirtschaft umso größer:
- je höher die Produktivität B des Bildungssektors ist
- je niedriger die Abschreibungsrate δ ist
- je höher der Anfangsbestand H an Humankapital ist
- je kleiner u, also die Arbeitszeit für die Bildung von Sachkapital ist.

## Resultate
Die Arbeitskräfte investieren umso mehr Zeit in den Aufbau von Humankapital, je geringer ihre Präferenz für Gegenwartskonsum (also je geringer ihre Zeitpräferenzrate) ist.

## Empirische Befunde
Das Modell hilft zu erklären, warum Länder bei Sachkapitalzufluss unterschiedlich stark reagieren. Nach dem Zweiten Weltkrieg wurde Sachkapital in die zerstörte Bundesrepublik Deutschland transferiert und es kam zum Wirtschaftswunder. Ähnliche Sachkapitaltransfers in Entwicklungsländer zeigen nur geringe bis keine Auswirkungen. Grund ist, dass in Deutschland reichlich Humankapital vorhanden war, während in vielen Entwicklungsländer der Humankapitalmangel dazu führt, dass die Sachkapitalzuflüsse uneffektiv versanden.